# Bángyörgyi Károly
Bángyörgyi Károly (Komárom, 1916. május 26. – Debrecen, 1980. szeptember 29.) Jászai Mari-díjas (1961) magyar színész.

## Életútja
1938-ban szerezte diplomáját a Színművészeti Akadémián. Szerepelt a Magyar Színházban, a Belvárosi Színházban, majd 1951-től vidéken. 1951 és 1969 között a debreceni Csokonai Színház, 1969 és 1972 között a Szegedi Nemzeti Színház, 1972-től 1977-ig a Békés Megyei Jókai Színház művésze volt. 1977-től újra Debrecenben játszott. Próba közben, a színpadon hunyt el.

## Fontosabb színházi szerepei
- Görgey (Illyés Gyula: Fáklyaláng)
- Lucifer (Madách Imre: Az ember tragédiája)
- III. Richárd (Shakespeare)
- Főúr (Shaw: Sosem lehet tudni)
- Rendező (Thornton Wilder: A mi kis városunk)

## Filmjei
- Két félidő a pokolban (1961)
- Befejezetlen tárgyalás (tv, 1969)
- Jelenidő (1971)
- Utazás Jakabbal (1972)